# Omar Arellano
Omar Arellano Nuño (nacido el 29 de mayo de 1967 en Tampico, Tamaulipas), es un exfutbolista y entrenador mexicano que jugaba en la posición de delantero y mediocampista. Militó en el Guadalajara, Tigres de la UANL, Club León, Bachilleres y Club de Fútbol Pachuca; es hijo de Raúl «La Pina» Arellano leyenda del Campeonísimo. Es el padre del actual jugador Omar Arellano Riverón.

## Jugador
Debutó en torneo Prode 85 con el Club Deportivo Guadalajara y logró el título con el club en la temporada 1986-87. En la temporada 1995-96 pasa a jugar con los Tigres de la UANL donde permaneció hasta el Invierno 1998, después en 1999 pasa al León AC y en 2001 llega a Pachuca donde se retiraría en el Verano 2002. Dejó de jugar tras jugar un partido internacional ante el San José, en la Copa de Campeones de la CONCACAF. 
Con la Selección de fútbol de México debutó el 10 de agosto de 1989
 Clubes 
- Guadalajara 1985-1995
- Tigres UANL 1995-1998
- León 1998-2001
- Pachuca 2001-2002

## Entrenador
Después de retirarse actuó como auxiliar técnico de Marcelino Bernal en el equipo de Pachuca que disputó el Nacional Juvenil de Reservas. Tiempo después se le dio la oportunidad de dirigir a Chivas San Rafael en la Segunda División de México y al Club Deportivo Tapatío en la Primera 'A'. Fue auxiliar técnico de Javier Aguirre en el Atlético de Madrid en la Primera División de España. 
Fue auxiliar técnico de Efraín Flores en el Club Deportivo Guadalajara y tras la destitución de este último, el día 30 de marzo de 2009 asumió la dirección técnica del Chivas junto con Juan Carlos Ortega como auxiliar.
Fue director técnico del Club Necaxa el cual Ascendió a la Primera División siendo Bicampeón de la Liga de Ascenso (Apertura 2009 y Bicentenario 2010).
Posteriormente fue director técnico del Tiburones Rojos de Veracruz en la Liga de Ascenso.
En enero de 2013, fue nombrado auxiliar técnico de Benjamin Galindo en las Chivas rayadas del Guadalajara.
Es nombrado director técnico de Correcaminos de la UAT para dirigirlos en el Torneo Clausura 2014 Liga de Ascenso en sustitución de Joaquín del Olmo.
En 2016, es nombrado entrenador de Chivas Premier.
En 2019, es nombrado director técnico del Club Irapuato que milita en la Segunda División de México. En 2020 abandonó el cargo en el Irapuato ante la reestructuración del club.
En el mismo 2020 fue nombrado al frente del club Chapulineros de Oaxaca de la Liga de Balompié Mexicano, equipo con el que lograría conquistar tres títulos en ese circuito alternativo a los organizados por la FMF, en 2022 abandonó el cargo.
Actualmente es Director Técnico del Futbol Club Dragones de Oaxaca que milita en la Liga TDP, de la Federación Mexicana de Fútbol.

## Palmarés

### Como jugador
| Título                    | Club                       | País   | Año       |
| ------------------------- | -------------------------- | ------ | --------- |
| Primera división mexicana | Club Deportivo Guadalajara | México | 1986-1987 |

### Como entrenador
| Título                    | Club                   | País   | Año               |
| ------------------------- | ---------------------- | ------ | ----------------- |
| Liga de Ascenso de México | Club Necaxa            | México | Apertura 2009     |
| Liga de Ascenso de México | Club Necaxa            | México | Bicentenario 2010 |
| Ascenso MX                | Veracruz               | México | Clausura 2013     |
| Liga de Balompié Mexicano | Chapulineros de Oaxaca | México | 2020-21           |
| Copa Balompié Mexicano    | Chapulineros de Oaxaca | México | 2022              |